# Sparta in het seizoen 1965/66
Het seizoen 1965/1966 was het 12e jaar in het bestaan van de Rotterdamse betaaldvoetbalclub Sparta. De club kwam uit in de Eredivisie en eindigde daarin op de zevende plaats. Tevens deed de club mee aan het toernooi om de KNVB Beker, deze werd gewonnen door in de finale ADO met 1–0 te verslaan.

## Wedstrijdstatistieken

### Eredivisie
|       | ADO   | Ajax  | DOS   | DWS   | Elinkwijk | Feijenoord | Fortuna '54 | Go Ahead | GVAV  | Heracles | MVV   | PSV   | Telstar | FC Twente '65 | Willem II |
| ----- | ----- | ----- | ----- | ----- | --------- | ---------- | ----------- | -------- | ----- | -------- | ----- | ----- | ------- | ------------- | --------- |
| Thuis | 0 – 4 | 1 – 3 | 3 – 1 | 1 – 0 | 2 – 1     | 0 – 2      | 2 – 1       | 0 – 3    | 1 – 2 | 6 – 0    | 7 – 2 | 1 – 1 | 1 – 0   | 3 – 4         | 0 – 1     |
| Uit   | 2 – 2 | 0 – 1 | 5 – 1 | 1 – 1 | 1 – 2     | 2 – 0      | 4 – 3       | 2 – 2    | 1 – 0 | 3 – 1    | 2 – 4 | 2 – 1 | 0 – 0   | 0 – 4         | 1 – 3     |

### KNVB Beker
| Groepsfase                                          | Sparta                                                                          | 6 – 1 (3 – 1)                      | D.F.C.                                                     |
| 19 september 1965 Plaats: Rotterdam Het Kasteel     | Ole Madsen 12', 36' (pen.), 45', 70' Gerard van de Kerkhof 50' Jan Bouman       |                                    | 38' Jan Klijnjan                                           |
| Groepsfase                                          | Hermes DVS                                                                      | 2 – 4 (1 – 1)                      | Sparta                                                     |
| 7 november 1965 Plaats: Schiedam Harga              | Jaap van de Griend 18' Ben Smit 80'                                             |                                    | 21', 89' Henk Bosveld 56' Tinus Bosselaar 59' Ole Madsen   |
| Groepsfase                                          | Sparta                                                                          | 3 – 0 (2 – 0)                      | SVV                                                        |
| 2 januari 1966 Plaats: Rotterdam Het Kasteel        | Ole Madsen 20', 69' Gerard van de Kerkhof 31'                                   |                                    |                                                            |
| 2e ronde                                            | FC Den Bosch/BVV                                                                | 2 – 3 (1 – 1, 2 – 2) Na verlenging | Sparta                                                     |
| 20 februari 1966 Plaats: 's-Hertogenbosch De Vliert | Theo Borsten 30' (pen.), 47' (pen.)                                             |                                    | 12' Ton Kemper 70' Henk Bosveld 111' Gerard van de Kerkhof |
| Kwartfinale                                         | Sparta                                                                          | 6 – 2 (3 – 1)                      | Xerxes                                                     |
| 16 april 1966 Plaats: Rotterdam Xerxesweg           | Ole Madsen 23', 30', 72' Ton Kemper 34' John Spinhoven 55' (e.d.) Co Onsman 65' |                                    | 24', 53' Rob Jacobs                                        |
| Halve finale                                        | PSV                                                                             | 2 – 4 (0 – 1)                      | Sparta                                                     |
| 6 mei 1966 Plaats: Rotterdam Stadion Feijenoord     | Willy van der Kuijlen 63' Daan Schrijvers 76'                                   |                                    | 35', 73' (pen.), 89' Henk Bosveld 52' Ton Kemper           |
| Finale                                              | Sparta                                                                          | 1 – 0 (0 – 0)                      | ADO                                                        |
| 25 mei 1966 Plaats: Rotterdam Stadion Feijenoord    | Ole Madsen 60'                                                                  |                                    |                                                            |

### International Football Cup
| Groepsfase                                          | Sparta                                    | 2 – 2 (2 – 1)    | Örgryte IS                                |
| 19 juni 1965 Plaats: Rotterdam Het Kasteel          | Jan Bouman 3' Theo Laseroms 41'           | Wedstrijdverslag | 35' Rolf Hansson 53' Claes-Olof Arvidsson |
| Groepsfase                                          | Sparta                                    | 3 – 0 (1 – 0)    | Eintracht Braunschweig                    |
| 26 juni 1965 Plaats: Rotterdam Het Kasteel          | Jan Bouman 35', 59' Tinus Bosselaar 86'   | Wedstrijdverslag |                                           |
| Groepsfase                                          | Sparta                                    | 0 – 0            | FC Luzern                                 |
| 3 juli 1965 Plaats: Rotterdam Het Kasteel           |                                           | Wedstrijdverslag |                                           |
| Groepsfase                                          | FC Luzern                                 | 2 – 2 (1 – 0)    | Sparta                                    |
| 10 juli 1965 Plaats: Luzern Stadion Allmend         | Heinz Gwerder 22' Ernst Wechselberger 74' | Wedstrijdverslag | 70' Theo Laseroms 89' Henk Prinsen        |
| Groepsfase                                          | Eintracht Braunschweig                    | 1 – 2 (0 – 0)    | Sparta                                    |
| 17 juli 1965 Plaats: Braunschweig Eintracht-Stadion | Lothar Ulsaß 54'                          | Wedstrijdverslag | 66' Henk Prinsen 70' Theo Laseroms        |
| Groepsfase                                          | Örgryte IS                                | 1 – 1 (0 – 1)    | Sparta                                    |
| 24 juli 1965 Plaats: Göteborg Gamla Ullevi          | Lars Olofsson 67'                         | Wedstrijdverslag | 14' Co Onsman                             |

## Statistieken Sparta 1965/1966

### Eindstand Sparta in de Nederlandse Eredivisie 1965 / 1966
| Stand | Gespeeld | Gewonnen | Gelijk | Verloren | Punten | Doelpunten voor | Doelpunten tegen |
| ----- | -------- | -------- | ------ | -------- | ------ | --------------- | ---------------- |
| 7e    | 30       | 12       | 5      | 13       | 29     | 53              | 51               |

### Topscorers
| #                    | Naam                  | Goal |
| -------------------- | --------------------- | ---- |
| 1.                   | Henk Bosveld          | 17   |
| 2.                   | Ole Madsen            | 8    |
| 3.                   | Gerard van de Kerkhof | 7    |
| 4.                   | Jan Bouman            | 4    |
| 4.                   | Co Onsman             | 4    |
| 6.                   | Theo Laseroms         | 3    |
| 6.                   | Henk Prinsen          | 3    |
| 8.                   | Tinus Bosselaar       | 2    |
| 9.                   | Hans Eijkenbroek      | 1    |
| 9.                   | Ton Kemper            | 1    |
| Onbekende doelpunten |                       |      |
| –                    | Onbekend              | 3    |
| Totaal               | Totaal                | 53   |

| #              | Naam                    | Goal |
| -------------- | ----------------------- | ---- |
| 1.             | Ole Madsen              | 10   |
| 2.             | Henk Bosveld            | 4    |
| 3.             | Ton Kemper              | 3    |
| 3.             | Gerard van de Kerkhof   | 3    |
| 5.             | Tinus Bosselaar         | 1    |
| 5.             | Jan Bouman              | 1    |
| 5.             | Co Onsman               | 1    |
| Eigen doelpunt |                         |      |
| –              | John Spinhoven (Xerxes) | 1    |
| Totaal         | Totaal                  | 24   |

| #      | Naam            | Goal |
| ------ | --------------- | ---- |
| 1.     | Jan Bouman      | 3    |
| 1.     | Theo Laseroms   | 3    |
| 3.     | Henk Prinsen    | 2    |
| 4.     | Tinus Bosselaar | 1    |
| 4.     | Co Onsman       | 1    |
| Totaal | Totaal          | 10   |

## Voetnoten
ADO ·
Ajax ·
DOS ·
DWS ·
Elinkwijk ·
Feijenoord ·
Fortuna '54 ·
Go Ahead ·
GVAV ·
Heracles ·
MVV ·
PSV ·
Sparta ·
Telstar ·
FC Twente '65 ·
Willem II